# Hjuvik
Hjuvik is een plaats in de gemeente Göteborg in het landschap Bohuslän en de provincie Västra Götalands län in Zweden. De plaats heeft 3754 inwoners (2005) en een oppervlakte van 281 hectare. De plaats ligt op de zuidwestpunt van het via bruggen met het vasteland verbonden eiland Hisingen en grenst aan het Kattegat. De bebouwing in de plaats bestaat vooral uit vrijstaande huizen en het grootste deel van de inwoners van de plaats werkt in het ongeveer vijf kilometer verderop gelegen Göteborg, vroeger was de plaats een vissersdorp.

## Verkeer en vervoer
Bij de plaats loopt de Länsväg 155. Vanuit Hjuvik gaan er veerboten naar de eilanden Hönö en Björkö.